# Lettera ai Reali di Spagna (1493)
La Lettera ai Reali di Spagna è una epistola inviata da Cristoforo Colombo ai Re cattolici al termine del suo primo viaggio con la comunicazione della scoperta di nuove terre.
Più precisamente, si tratta di un insieme di manoscritti e stampe che, a partire dal 1493, resero pubbliche le scoperte di Colombo: all'inizio di aprile fu stampata a Barcellona una lettera in castigliano indirizzata allo scriba di razione della Corona d'Aragona, Luis de Santángel; alcune settimane più tardi venne pubblicata a Roma una traduzione in latino, o di questo stesso documento o di un’altra lettera molto simile, indirizzata al tesoriere reale Gabriel Sánchez. La versione latina si diffuse rapidamente in tutta Europa, venendo più volte ristampata e tradotta in altre lingue. Successivamente apparvero manoscritti di contenuto simile alla lettera stampata a Barcellona e, nel 1985, una copia, forse del XVI secolo, di una lettera di Colombo ai Reali datata marzo 1493 e relativa al medesimo argomento.
Queste lettere descrivono le isole scoperte, in particolare Cuba e Hispaniola, e le usanze dei loro abitanti, abbondando in esagerazioni riguardo alla grandezza delle isole, alle loro ricchezze e alla docilità degli indigeni. Forniscono tuttavia pochi dati concreti sul viaggio (manca, per esempio, il riferimento alla perdita della nave ammiraglia) e, in alcuni casi, contraddicono altre fonti, in particolare il Diario di bordo.
La posizione tradizionale circa la paternità delle lettere stampate nel 1493 è quella di attribuirla allo stesso Colombo, che ne avrebbe promosso la pubblicazione come mezzo per tutelare i propri interessi. Secondo un’altra teoria, invece, sarebbero state scritte da Luis de Santángel ispirandosi a diversi rapporti inviati da Colombo ai Reali al suo ritorno. Nonostante i dubbi sull’autenticità, queste lettere hanno una grande importanza storica, in quanto costituirono l’unica fonte sul primo viaggio di Colombo resa disponibile al pubblico durante la vita dell’ammiraglio.
La loro pubblicazione, inoltre, costituì – intenzionalmente o meno – una straordinaria operazione di propaganda grazie alla recente diffusione della stampa in Europa. In questo senso, la conseguenza più immediata fu che la diffusione della notizia della scoperta si trasformò nella più rapida e universale dell'epoca.

## Lettere pubblicate nel 1493

### Diffusione

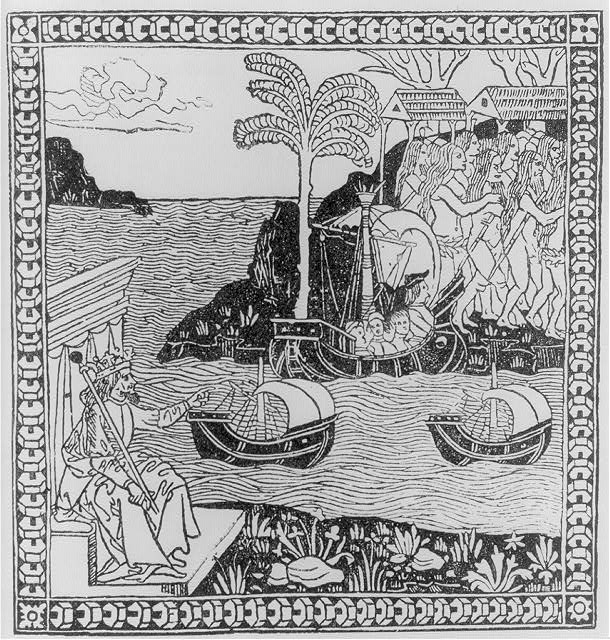
Illustrazione dalla traduzione italiana in versi (1493)

Nel 1493 apparve a stampa una lettera di Cristoforo Colombo indirizzata allo «scriba di razione», carica pubblica che in quel momento era ricoperta da Luis de Santángel. La lettera è scritta in castigliano, datata 15 febbraio e postdatata a Lisbona al 14 marzo. Il documento a stampa non reca né titolo né luogo di edizione e non si sa chi ne abbia ordinato la pubblicazione. Mediante un’analisi tipografica si è appurato che dovette essere stampata nella bottega di Pere Posa, a Barcellona. È ignota anche la data di pubblicazione, generalmente collocata verso il mese di aprile. Non si conosce il numero di copie della tiratura; se ne conserva una sola, apparsa nel 1889 e oggi di proprietà della Biblioteca Pubblica di New York.
La lettera di Colombo, a stampa o in versioni manoscritte, si diffuse rapidamente. Il 22 marzo 1493, il cabildo secolare di Cordova esaminò «una lettera che Colombo ha inviato sulle isole che ha scoperto». Le notizie del viaggio giunsero presto in Italia, poiché se ne ha eco a Roma il 18 aprile  e a Siena il 25 dello stesso mese. Ben presto fu pubblicata a Roma una versione in latino della lettera, tradotta da Leandro Cosco il 29 aprile. Questo testo presenta però alcune differenze rispetto all’edizione di Barcellona, a cominciare dal destinatario, che è il tesoriere reale Gabriel Sánchez (chiamato erroneamente Raphael Sanxis nella maggior parte delle edizioni). La versione latina ottenne grande popolarità in Europa e fu ristampata più volte: due a Roma, una ad Anversa, una a Basilea e tre a Parigi. Furono realizzate anche traduzioni in altre lingue: italiano (in versi da Giuliano Dati, Roma, 15 giugno 1493: Lettera delle isole nuovamente trovate) e tedesco (Strasburgo, 1497). Nel 1497, a Valladolid, fu approntata una nuova edizione della versione castigliana.

### Contenuto
Testo completo della lettera stampata a Barcellona

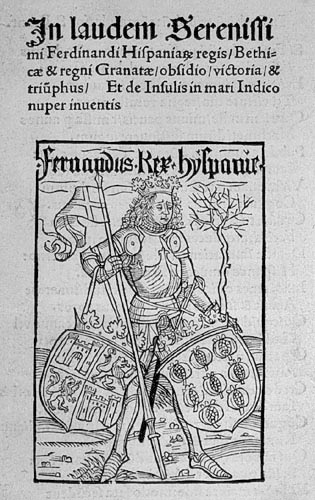
Re Ferdinando sul frontespizio dell'edizione in latino di Basilea (1494)

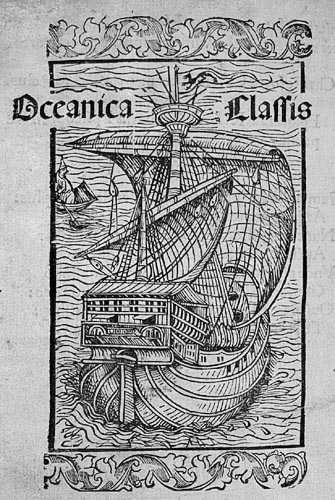
Illustrazione nell'edizione in latino di Basilea (1494)

La lettera a Santángel dedica lunghi paragrafi alle isole scoperte e alle usanze dei loro abitanti, ma omette informazioni importanti sul primo viaggio di Colombo: quante furono le navi della spedizione, quando salparono, quale rotta seguirono e quando intrapresero il viaggio di ritorno. Sebbene l’omissione di alcuni di questi dati appaia logica, essendo la lettera indirizzata a persone che Colombo sapeva esserne ben informate, alcuni dei dati forniti contraddicono altre fonti, ad esempio per quanto riguarda la durata del ritorno o la data dell’arrivo a Lisbona.
Nell’introduzione Colombo afferma di essere passato «alle Indie» (al «mare Indicum» secondo la lettera in latino) e di aver preso possesso delle terre trovate. Menziona anche la durata del viaggio di andata: 20 giorni nella versione in castigliano e 33 in quella latina.
en ueinte dias pasé a las Indias con la armada que los illustríssimos Rey e Reyna, nuestros señores, me dieron, donde yo fallé muy muchas islas pobladas con gente sin número, y dellas todas he tomado posesión por Sus Altezas con pregón y uandera rreal estendida, y non me fue contradicho.
(Lettera in castigliano.)
Tricesimotertio die postquam Gadibus discessi in mare Indicum perveni: ubi plurimas insulas innumeris habitatas hominibus repperi: quarum omnium pro felicissimo Rege nostro preconio celebrato et vexillis extensis contradicente nemine possessionem accepi.
(Lettera in latino.)
Il documento elenca quindi le prime isole visitate, indicandone solo i nomi: Guanaham (Guanahanin nella versione latina), ribattezzata San Salvador; Santa María de Concepción; Ferrandina (Fernandina nella versione latina) e isla Bella (corretto in Isabela nella traduzione latina). La quinta isola menzionata è Cuba, che Colombo chiamò Juana, la cui esplorazione è narrata più dettagliatamente. L’ultima isola scoperta è La Española, detta oggi anche isola di Santo Domingo.
La lettera descrive i paesaggi di Cuba, ma offre poche informazioni geografiche su di essa. Quanto alla Española, è ancor più scarna di dettagli. In entrambi i casi i dati tendono a esagerarne le dimensioni. In seguito gli indigeni sono descritti come docili, pacifici, monogami, senza proprietà privata e senza religione, il che implicherebbe che sarebbero facili da evangelizzare.
Il testo afferma che Colombo ha lasciato una nave e una guarnigione alla Española, in un forte chiamato Navidad. Omette, però, il fatto che quella nave, probabilmente la Santa María, si era arenata, come sostengono molte altre fonti.
Oltre alle isole visitate, l’autore della lettera dà notizia di altre terre: un’isola abitata da indigeni cannibali; un’altra dove vivono solo donne guerriere; un’altra ancora ricchissima d’oro i cui abitanti sono glabri; un paese dove vive «gente con la coda» e due «terre ferme»: una «di qua» e un’altra «al di là del Gran Khan». Promette inoltre ogni sorta di ricchezze se le isole scoperte verranno sfruttate: oro, schiavi e preziosi vegetali come le spezie, cotone, «almastica», «ligunaloe», rabarbaro e cannella. In conclusione esalta la propria «vittoria», pur riconoscendo che potrebbero esserci altri che «destas tierras aian fallado o escripto» prima di lui, e invita a «tomar alegría y fazer grandes fiestas, y dar gracias solemnes a la Sancta Trinidad».

### Data
La parte finale della lettera varia a seconda delle versioni. In quella stampata a Barcellona si legge che fu scritta il 15 febbraio «sopra le isole di Canaria» e postdatata il 14 marzo a Lisbona:
Fecha en la calauera, sobre las islas de Canaria, a XV de febrero año mil CCCCLXXXXIII.

Fará lo que mandáreys. El Almirante.
Anima que venía dentro en la carta
Después desta escripto y estando en mar de Castilla, salió tanto viento conmigo sul y sueste que me ha fecho descargar los nauíos, pero corí aquí en este puerto de Lisbona oy, (...) adonde acordé escriuir a Sus Altezas. (...)
Fecha ha quatorze días de marzo.

Esta Carta enbió Colom al escriuano de ración de las islas halladas en las Indias. Contenida a otra de Sus Altezas.

La versione latina si chiude in maniera molto più breve, dicendo «A Lisbona il 14 marzo»: 
Ulisbone pridie idus Martii.
Le date di queste lettere hanno causato non pochi grattacapi agli storici perché contraddicono il Diario di bordo, considerato in genere la fonte principale per il primo viaggio. Il Diario non menziona affatto le Canarie al ritorno e il 15 febbraio colloca la caravella di Colombo, la Niña, alle Azzorre. Dice sì che andò a Lisbona, ma non il 14 bensì il 4 marzo. Per questi motivi alcuni autori hanno ritenuto che le date delle lettere fossero errate, arrivando a sostituire nelle loro trascrizioni di tali documenti la parola «quatorze» con «cuatro». Per altri, al contrario, si tratterebbe di prove che non fu Colombo a redigere le lettere.

### Autore, destinatari e obiettivo

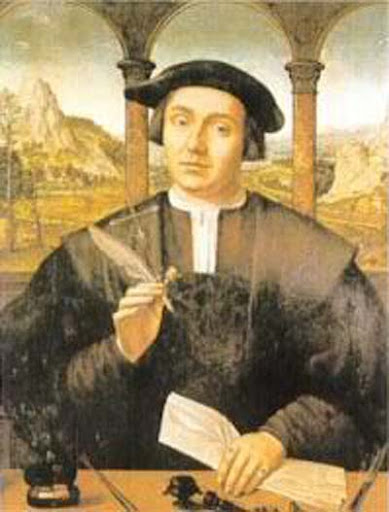
Luis de Santángel, scriba di razione della Corona d'Aragona

C’è divisione di vedute sul fatto che le lettere a Santángel (in castigliano) e a Sánchez (in latino) siano due documenti distinti oppure debbano considerarsi due versioni di uno stesso documento, nel qual caso il nome di Sánchez sarebbe un errore introdotto dal traduttore.
Vi sono inoltre storici che ritengono che non sia stato Colombo l’autore di nessuna delle due lettere. Demetrio Ramos afferma che la lettera fu redatta dal re Ferdinando e da Luis de Santángel, ispirandosi a notizie inviate da Colombo ai Reali al suo ritorno. Secondo Ramos, la lettera a Gabriel Sánchez sarebbe una mera traduzione latina di questa prima.
Alcuni storici si stupiscono che la Corona abbia consentito la diffusione di informazioni in principio riservate e ipotizzano che la pubblicazione sia stata una trovata di Colombo per tutelare i propri interessi. Altri osservano che il fatto che le lettere siano state stampate e, diffuse rapidamente e liberamente, indica che la corte dei Re cattolici diede il suo permesso o quantomeno non lo impedì. In entrambi i casi si trattò di un’operazione di propaganda, una delle prime manipolazioni mediatiche su vasta scala, resa possibile dall'introduzione della stampa. Nel XV secolo e nella prima parte del XVI secolo non si ebbe una diffusione così rapida e universale di una notizia. Per esempio, la successiva spedizione di Ferdinando Magellano (1519-22) ebbe un’eco molto minore.
L’obiettivo principale di tale operazione di propaganda potrebbe essere stato quello di creare a Roma un clima favorevole alla negoziazione delle bolle che papa Alessandro VI andava preparando sulle nuove terre e sui diritti di Spagna e Portogallo su di esse.

### Qualità della stampa
La qualità tipografica della lettera stampata a Barcellona è molto inferiore a quella di altre opere della bottega di Pere Posa: vi sono errori evidenti, mancano spazi bianchi e le righe non sono giustificate. Sono state proposte spiegazioni diverse una stampa ordinata d’urgenza per far giungere la lettera quanto prima in Italia o un lavoro clandestino. Gli errori linguistici potrebbero dipendere dal fatto che gli operai di Pere Posa non padroneggiavano bene il castigliano, poiché tutte le altre opere note di quella tipografia furono edite in latino o in catalano.

### Importanza
Malgrado i dubbi sulla sua paternità, le lettere del 1493 hanno grande importanza storica. La lettera stampata a Barcellona in castigliano e, soprattutto, le varie edizioni in latino divennero rapidamente popolari e costituirono l’unica fonte sul primo viaggio di Colombo disponibile al pubblico in vita di Colombo.

## Manoscritto di Simancas

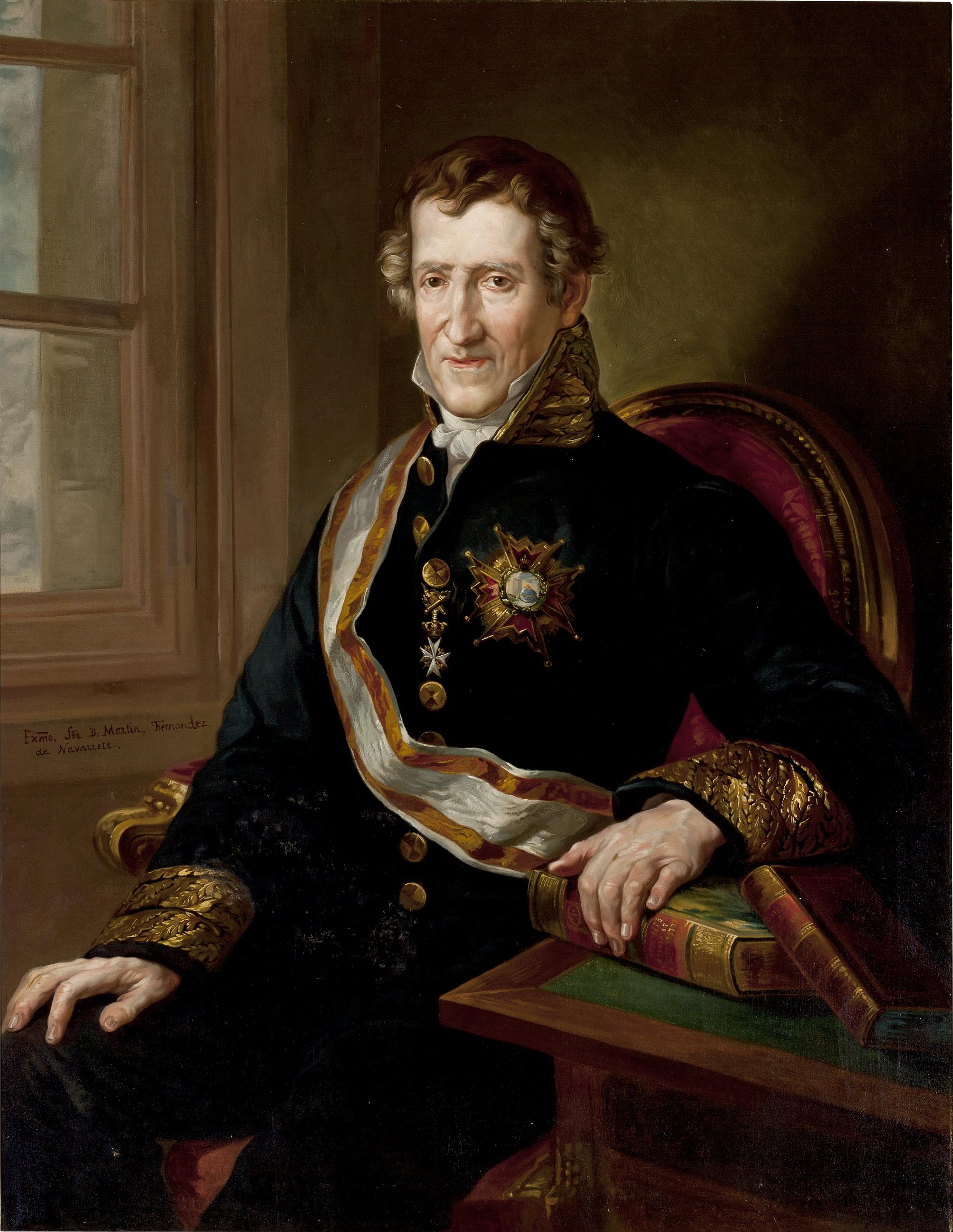
Martín Fernández de Navarrete rese noto il manoscritto della lettera conservato nell'Archivio di Simancas

Testo completo del manoscritto
Nell'Archivio di Simancas si conserva un manoscritto che coincide quasi esattamente con il testo della lettera pubblicata a Barcellona. Una delle differenze più evidenti è che questo documento chiama Guanabam la prima isola avvistata dai navigatori, mentre la versione a stampa riporta Guanaham.
La grafia non è quella di Colombo e non reca la sua firma. In effetti, nel 1818 l’archivista Tomás González lo catalogò come «copia di mano di Luis de Santángel», per la somiglianza con la scrittura dello escribano de ración.
Il testo del manoscritto fu pubblicato per la prima volta da Martín Fernández de Navarrete nel 1825, trascritto nella sua Colección de Viages. Da allora si è ritenuto che questo documento fosse una copia manoscritta della lettera stampata a Barcellona, ma Demetrio Ramos mostrò nel 1986 che si tratta piuttosto della minuta in pulito consegnata alla tipografia di Pere Posa.

## Esemplari di autenticità dubbia
Nel 1858 il bibliofilo Francisco Adolfo de Varnhagen pubblicò la trascrizione di un nuovo documento da lui rinvenuto: la versione castigliana della lettera a Gabriel Sánchez. De Varnhagen, che si celava sotto lo pseudonimo Genaro H. de Volafan, affermò di aver trovato una copia della lettera in un «libriccino manoscritto di grafia del XVI secolo», che però nessuno ha mai più visto, il che mette in dubbio l’autenticità del documento. Una peculiarità di questa lettera è che la data differisce da tutte le altre, sia nel giorno che nel luogo: l'isola di Santa Maria, nelle Azzorre: Sulla caravella, presso l’isola di Sª Maria, 18 febbraio 93.
Nel 1889 la casa editrice britannica Ellis & Elvey pubblicò la riproduzione di un esemplare stampato in castigliano della lettera a Santángel. Più tardi si dimostrò che si trattava di un falso, il che diede origine a un clamoroso processo.
D’altra parte, è possibile che sia esistita un’edizione della lettera in catalano, giacché in uno dei cataloghi della biblioteca di Hernando Colón, figlio di Cristoforo, compare la seguente voce: «letra enviada al escriua de racio a 1493». Tuttavia, tale esemplare non è mai stato rinvenuto.

## Lettere ai Reali
Prima che Colombo facesse ritorno in Spagna nel 1493, i Re avevano già ricevuto notizie della spedizione. Dovette inviarle Martín Alonso Pinzón, che era giunto separatamente a Baiona, in Galizia, al comando della Pinta.
(ZURITA, Jerónimo. Historia del Rey don Hernando el Católico.)
La lettera di Pinzón, che non si conserva, indusse i monarchi a predisporre l’invio di un ambasciatore in Portogallo. Secondo il cronista Zurita, pochi giorni dopo, ma prima della partenza dell’ambasciatore, ricevettero un’altra lettera, scritta da Colombo, in cui riferiva di essere stato a Lisbona e di essersi incontrato con il re del Portogallo.
Esiste un’ulteriore prova documentale diretta che Colombo scrisse almeno una lettera ai Re al suo ritorno dal primo viaggio: una missiva che questi gli inviarono il 30 marzo 1493 dicendogli che «abbiamo visto le vostre lettere». D’altra parte, la postilla della lettera allo escribano de ración lascia intendere che insieme a quel documento Colombo inviò un’altra lettera indirizzata «a Loro Altezze».
Per secoli non si riuscì a localizzare nessuna di queste lettere, il che favorì la diffusione di un gran numero di falsi. Nel 1985 comparve in vendita in una libreria di Tarragona il cosiddetto Libro copiador de Colón, una raccolta di nove documenti colombini la cui calligrafia sembra risalire all’ultimo terzo del XVI secolo.
La lettera del Libro copiador è strutturata in modo chiaro e coerente, il che implica che non fu redatta frettolosamente. Rispetto alla lettera a Santángel presenta molte somiglianze ma anche differenze evidenti. Pur essendo più lunga di circa 300 parole, fornisce meno dettagli sulle canoe, sull’alimentazione e sulla struttura sociale degli indigeni. Include richieste di favori ai Re, ad esempio un titolo di cardinale per uno dei suoi figli, che logicamente non compaiono nelle lettere a Santángel e Sánchez. Inoltre, il tono è molto più messianico, con frequenti allusioni all’intervento divino e affermando che l’obiettivo della Scoperta fosse ottenere ricchezze per finanziare la conquista di Gerusalemme.
Questa lettera è datata «in mare di Spagna» al 4 marzo 1493, senza alcun riferimento né alle Canarie né a Lisbona, e quindi non contraddice il Diario.
Secondo Rumeu, sia la lettera del Libro copiador sia quelle a Santángel e Sánchez furono scritte personalmente da Colombo e sono coerenti fra loro. Tuttavia, il testo di questa «lettera ai Re» presenta differenze sostanziali rispetto alle altre due, le quali a loro volta non è certo siano di mano di Colombo. D’altra parte, alcuni storici ritengono che l’autenticità del Libro copiador non sia stata dimostrata.